# Régiment de Soissonnais
Pour les articles homonymes, voir Régiment de Soissonnais (homonymie).
Le régiment de Soissonnais est un régiment d'infanterie du royaume de France, créé en 1630 sous le nom de régiment de Grancey, devenu sous la Révolution le 40e régiment d'infanterie de ligne.

## Création et différentes dénominations
- 3 février 1630 : Création du régiment de Grancey
- février 1631 : Le régiment est réformé
- 8 juillet 1631 : Le régiment est rétabli sous le nom de régiment de Grancey
- 8 décembre 1635 : prend le titre de régiment de Perche
- 1639 : reprend le nom de régiment de Grancey
- 23 mars 1707 : renommé régiment de La Chenelaye
- 13 octobre 1730 : prend le nom de régiment de Souvré
- 6 mars 1743 : devient régiment de Lauragais
- 1er décembre 1745 : renommé régiment de Ségur
- 25 août 1749 : devient régiment de Briqueville
- 10 décembre 1762 : renommé régiment de Soissonnais
- 1er janvier 1791 : devient le 40e régiment d'infanterie de ligne

## Mestres de camp et colonels
- 3 février 1630 : Jacques Rouxel de Médavy, comte de Grancey
- 17 août 1653 : Pierre Rouxel de Médavy, comte de Grancey[1]
- 15 mars 1659 : François Bénédict Rouxel de Médavy, marquis de Grancey
- 7 mars 1675 : Jacques Léonor Rouxel de Médavy, comte de Grancey
- 1er avril 1693 : François Rouxel de Médavy, marquis de Grancey[2]
- 23 mars 1707 : Adolphe Charles de Romilley, marquis de La Chesnelaye[3]
- 13 octobre 1730 : François-Louis Le Tellier de Louvois, marquis de Souvré
- 6 mars 1743 : Louis de Villars-Brancas, comte de Lauragais [4]
- 1er décembre 1745 : Philippe Henri comte de Ségur
- 25 août 1749 : N. de La Luzerne, marquis de Briqueville
- 22 juin 1767 : Léon Marguerite Le Clerc, baron de Juigné
- 29 juin 1775 : Jean-Baptiste Louis Philippe de Félix d'Ollières comte de Sainte-Maime
- 10 mars 1788 : Marie Charles César Florimond de Fay, comte de La Tour Maubourg
- 25 juillet 1791 : Pierre d'Espéron
- 23 mars 1792 : Jean Jacques François Barthélémy de Lafont
- 27 mai 1792 : Jacques Grégoire Louis Brobecque
- 8 mars 1793 : Félix Antoine Duportal

## Historique des garnisons, combats et batailles du régiment

### Origines
Ce régiment avait la prétention d'être un des plus anciens de France et d'être la continuation du « régiment de Graville » formé en 1598, au château des Marches en Savoie, avec des vieilles bandes dites de Perche. Il est, en effet, possible, qu'après la paix de Vervins, des bandes anciennes, qui auraient été incorporées momentanément dans le régiment de Graville, aient été conservées sur pied pour occuper, en qualité de garnisons, quelques places des Alpes, et qu'elles se soient ainsi maintenues pendant une trentaine d'années. Ce qui est certain, c'est que le régiment, dont il est question, a été créé par ordonnance du 3 février 1630, en faveur du comte de Grancey et pendant la guerre de Savoie. Que des débris de vieilles compagnies franches y aient été versés à sa formation, peu importe, ce semble, puisque la plupart des régiments de pied, organisés au commencement du XVIIe siècle, se trouvaient dans le même cas. Le rang que celui-ci a toujours occupé prouve, du reste, que sa prétention n'était pas fondée, où du moins qu'elle n'a jamais été accueillie.

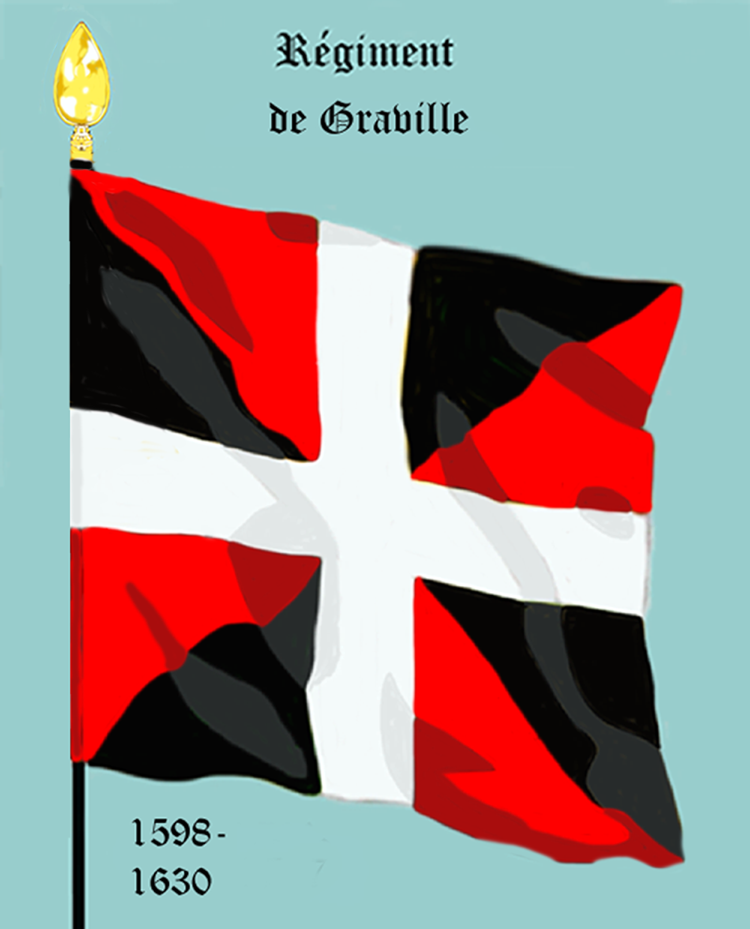
Régiment de Graville, origine supposée, mais non fondée du régiment de Soissinnais

### Régiment de Grancey (1630-1635)

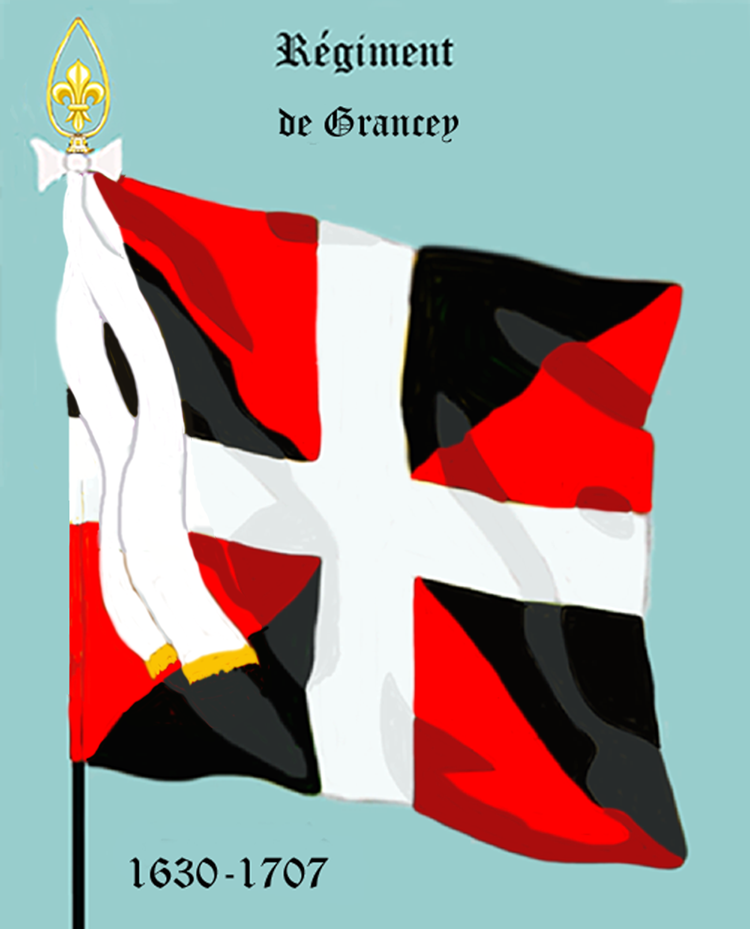
Régiment de Grancey de 1630 à 1707

#### Guerre de Savoie
Créé par ordonnance du 3 février 1630, le régiment de Grancey débuta, cette même année de sa création, en
occupant Saint-Jean-de-Maurienne avec le régiment de La Frezelière, dans le cadre de la guerre de Savoie. Il quitta cette ville le 15 août pour l'attaque de Veillane, qui eut lieu le 19. La ville fut emportée d'emblée, et le château capitula huit jours après.

#### Guerre de Trente Ans
Le régiment fut réformé au commencement de 1631 et rétabli le 8 juillet suivant pour participer à la guerre de Trente Ans. Il fut alors employé en Lorraine et contribua à la prise de Vic et de Moyenvic.
En 1632, il se mit en route pour le Languedoc, où le parti du duc d'Orléans avait pris les armes. Après la bataille de Castelnaudary, il rebroussa chemin et alla faire le siège de Trèves.
On le trouve, en 1633, à celui d'Épinal.
En 1634, il est à la prise d'Haguenau, de Bitche et de La Mothe, et au secours d'Heidelberg et de Philisbourg.
En 1635, il continua de servir sur le Rhin, et lorsque Louis XIII, par une ordonnance datée du 8 décembre, mit ses
meilleurs régiments d'infanterie sous des titres de province, celui-ci reçut le nom « régiment de Perche ». 

Était ce un souvenir de la relation qui existait entre le régiment de Grancey et l'ancien régiment de Graville ? Ce nom de régiment de Perche, au contraire, a-t-il été la cause d'une confusion entre deux corps qui n'avaient de commun que le titre ? C'est ce qu'il est impossible de décider.

### Régiment de Perche (1635-1639)

#### Guerre de Trente Ans
En 1636, le régiment de Perche servit, au fameux siège de Saverne. Son mestre de camp y fut blessé et obtint dans le même temps le gouvernement de Montbéliard. Le régiment vint alors s'établir dans cette ville et prit part, pendant deux ans, aux nombreuses expéditions entreprises par son chef dans les montagnes de la Franche-Comté.
En 1637, il opéra, autour de Bâle et de Montbéliard, fit lever le siège d'Héricourt, s'empara de Saint-Ursanne et fit le siège de Saint-Hippolyte, où
le comte de Grancey eut un genou fracassé. Le 2 juillet, il prit d'assaut l'Isle-sur-le-Doubs.
Au début du mois de juin 1638, Lure était assiégé par les Francs-Comtois. Le 15 juin, 300 hommes de Perche, partent de Montbéliard, arrivent devant Lure dans la soirée du lendemain, s'emparent à l'instant du fort des Granges et forcent l'ennemi à lever le siège. Au mois d'août, le régiment mit en déroute, près de Montbéliard, trois régiments lorrains. Ces succès attirèrent enfin sur les bras du régiment une mauvaise affaire. Une armée vint lui barrer le passage un jour qu'il était sorti de Montbéliard; il soutint, sous les murs mêmes de la ville, un combat désespéré, et fut presque entièrement détruit.

### Régiment de Grancey (1639-1707)

#### Guerre de Trente Ans
Rétabli en 1639, sous le nom de « régiment de Grancey », et à douze compagnies, il se rendit, au mois d'avril, à l'armée du marquis de Feuquières, où l'attendait un nouveau désastre. Il suivit la fortune du régiment de Navarre au siège et à la bataille de Thionville et fut, comme lui entièrement défait. Le comte de Grancey rallia les débris de l'infanterie et fit sa retraite sur Metz.
En 1640, le régiment de Grancey fit partie de l'armée de Flandre et fut employé au siège d'Arras. Le 18 juillet, il s'empara de la contrescarpe malgré les efforts des assiégés. Le 30, il était de garde dans les lignes, quand celles-ci furent attaquées par les Espagnols. Il partagea d'abord la terreur et la déroute des Gardes suisses, mais bientôt le dépit et la honte les ramenèrent tous au combat, et le terrain perdu fut repris.
Le régiment repassa en Lorraine au mois d'août 1641, et contribua à la prise de Bar-le-Duc, de Pont-à-Mousson, de Saint-Mihiel, de Ligny, de Gondrecourt et de Neufchâteau dont le château ne capitula qu'après un rude combat. Le comte de Grancey y fut contusionné par un gros éclat d'un canon qui emporta la tête de son cheval.
Le régiment servit ensuite au siège de Mirecourt, et à ceux d'Épinal. Passant de là en Franche-Comté, il fit, le 15 septembre, les approches de Jonvelle, et le lendemain, il livra un assaut si brusque, que l'ennemi abandonna les murailles après avoir tiré quelques coups de mousquet et se retira dans le château, qui ne résista que deux jours. Au mois d'octobre, le régiment de Grancey se rendit devant Dieuze, dont on fut obligé de lever le siège, parce que les Lorrains détruisirent les écluses de l'étang de Lindre et inondèrent le pays.
Le régiment de Grancey, porté à trente compagnies, quitta le 2 juin 1642 Pont-à-Mousson, où il avait passé l'hiver, et
courut en Champagne pour recueillir les débris de l'armée du maréchal de Gramont, battu à Honnecourt. Après un court séjour à Mouzon, il se rendit, au mois de juillet, devant Dieuze, dont on voulait s'emparer à tout prix. Le 15 juillet, le régiment étant de garde aux tranchées, on donna l'assaut à La Saline. Il se précipita dans le fossé, quoique les hommes y eussent de l'eau jusqu'aux aisselles, renversa les palissades, pénétra dans l'enceinte de la Saline, et poursuivit la garnison, jusqu'au pont qui sépare La Saline de la ville. La ville se rendit le 17 juillet. Au mois de septembre, le régiment de Grancey reçut l'ordre de se diriger sur le Roussillon, où le roi était alors occupé à faire le siège de Perpignan. Le 17 septembre, étant arrivé entre Montigny-le-Roi et Langres, près du château de Rey, il fut attaqué par un gros corps d'Espagnols, qu'il mit en déroute après un combat acharné dans lequel le comte de Grancey fut blessé. Ce combat fut cause que le régiment n'alla pas plus loin et il hiverna dans la Franche-Comté.

#### Guerre franco-espagnole
En 1643, durant la guerre franco-espagnole, il joignit devant Thionville l'armée du duc d'Enghien qui venait de gagner la bataille de Rocroi. Le 15 juillet, il fit un beau logement sur la pointe de la contrescarpe, et le lendemain il repoussa vigoureusement une sortie.
L'année suivante, il fit partie de l'armée de Flandre, commandée par le duc d'Orléans, Gaston, et servit au siège de Gravelines. Le comte de Grancey ayant obtenu le gouvernement de Gravelines, le régiment y fut mis en garnison, et il y demeura jusqu'en 1652. Ce gouvernement valut le bâton de maréchal au comte de Grancey.
En 1652, les Espagnols assiégèrent Gravelines. Le régiment de Grancey défendit si bien la place qu'il ne la rendit qu'à des conditions honorables.
En 1653, le maréchal de Grancey obtint le commandement des troupes françaises en Piémont. Il se démit du régiment en faveur de son fils, Pierre Rouxel de Médavy, comte de Grancey, et celui ci conduisit le régiment en Italie. Il entra en campagne au mois de septembre, et débuta par la prise de Serravalle. Le 23, il disputa aux Espagnols le passage du Tanaro à la Roquette. Le comte de Grancey y fut blessé de deux coups de pique à la cuisse, en conduisant ses enseignes sur les retranchements des Espagnols, d'où d'autres corps venaient d'être repoussés. Il les emporta et poursuivit longtemps l'ennemi dans sa retraite. Le régiment de Grancey termina cette campagne par la prise de Carpignano, et eut ses quartiers d'hiver dans la vallée de Saint-Martin.
Le combat du 10 octobre, sur les bords de la Bormida, seul événement remarquable de la campagne de 1654 en Italie, est un fait d'armes particulier aux régiments de Navarre et de Grancey. Ces deux corps y taillèrent en pièces deux régiments espagnols.
La campagne de 1655 fut insignifiante.
En 1656, le régiment de Grancey fait le siège de Valencia, après lequel il rentre en France et se dirige sur Thionville, où il passe l'année 1657.
En 1658, il est appelé au siège de Dunkerque. Il garde les tranchées pendant la bataille des Dunes, et contribue puissamment, au mois de septembre, à la reprise de Gravelines. Il y emporte l'ouvrage à cornes, dans la nuit du 19 au 20, et y est rétabli en garnison.

#### Guerre austro-turque
En 1664, dans le cadre de la guerre austro-turque, le régiment de Grancey passa en Hongrie avec le comte de Coligny; il combattit à Saint-Gothard, à côté du régiment d'Espagny.
Il fut appelé, en 1666, au camp de Monchy

#### Guerre de Candie
En 1669, il est envoyé au secours de Candie, et se trouve au combat du 25 juin. Revenu en France la même année, il fut porté, en 1671, à vingt compagnies.

#### Guerre de Hollande
En 1672, le régiment marcha à la conquête de la Hollande. Il assista à la prise de plusieurs places,
et notamment à celle d'Orsoy, où son colonel fut grièvement blessé au genou : c'était le second fils du maréchal de Grancey. Ne pouvant plus servir sur terre, il passa dans la marine, et y parvint au grade de lieutenant-général le 4 septembre 1679.
Pendant les années qui suivirent, le régiment de Grancey demeura en garnison dans les places conquises.
Au mois de mai 1675, il rallia au camp de Charleville l'armée du maréchal de Créqui, et combattit vaillamment à la journée de Consarbrück. Son colonel, Jacques Eléonor Rouxel de Grancey, y fut blessé et fait prisonnier.
En 1676, il contribua à faire lever le siège de Maëstricht.
Il se trouva, en 1677, à la prise de Saint-Ghislain.
En 1678, il se participe à la bataille de Saint-Denis.

#### Guerre des Réunions
En 1683, durant la guerre des Réunions, le régiment Grancey sert au siège de Courtrai.

#### Guerre de la Ligue d'Augsbourg
En 1688, au début de la guerre de la Ligue d'Augsbourg, il fait partie de l'armée du Dauphin et assiste à la conquête de Philisbourg, Manheim, Spire, Worms, Oppenheim, Trèves et Frankenthal.
En 1689, il est employé, sous Claude François Bidal d'Asfeld, à la défense de Bonn.
En 1690, le régiment de Grancey passa sur un théâtre plus favorable aux régiments, qui, comme lui, n'avaient pas le privilège du rang. Ses deux bataillons arrivèrent à l'armée d'Italie, où il n'y avait pas alors de Vieux Corps. Ils débutèrent, le 6 août, par la prise de Cahours. Le 17, sous les ordres du marquis de Feuquières, ils emportent les hauteurs de Saluces, et, le 18, le régiment combattit avec une grande vigueur autour de l'abbaye de Staffarda. Le régiment avait devant lui un marais qui le séparait de l'aile gauche ennemie. Cet obstacle ne l'arrête pas un instant; il culbute la première ligne de l'infanterie alliée, s'empare des haies qui bordent le marais, s'élance l'épée à la main sur la seconde ligne et la rompt encore. Cette charge, exécutée avec entrain, ne laissa pas le temps à l'ennemi de se rallier. Son infanterie, rejetée dans les bois le long du Pô, chercha son salut dans la fuite. Les troupes qui avaient eu particulièrement affaire avec le régiment de Grancey étaient un régiment espagnol, un autre allemand et le régiment de Savoie. Ils furent tous trois ruinés, et le dernier avait laissé sur le champ de bataille son colonel et huit capitaines.
Le régiment termina cette campagne par la prise de Saluces et de Suze.
Il se trouva l'année suivante à la réduction de Nice, de Veillane, de Carmagnola, du château de Montmélian et de Villefranche, et à la reprise de Suze.
En 1692, l'armée de Catinat se tint sur la défensive. Le régiment de Grancey contribua à la défense de Suze et de Pignerol.
Le 4 octobre 1693, à Marsaglia, le régiment avait la droite de la deuxième ligne d'infanterie. Il était placé en réserve derrière deux corps moins anciens que lui, Perche et Vendôme. Il les suivit dans leur beau mouvement sur l'aile gauche de la cavalerie ennemie, et, après la dispersion de celle-ci, il mit en désordre l'infanterie de cette aile.
Il continua de servir en Piémont pendant les trois campagnes suivantes, et fit, en 1696, le siège de Valenza. Après la levée de ce siège, il se rendit à l'armée du marquis de Boufflers, sur la Meuse.
En 1697, il fit le siège d'Ath sous le commandement de Nicolas de Catinat.

#### Guerre de Succession d'Espagne
Le régiment de Grancey fit la première campagne de la guerre de Succession d'Espagne sur le Rhin.
Il passa en Italie en janvier 1702, et fut attaché au corps du prince de Vaudémont, gouverneur du Milanais pour Philippe V. Ce corps devait rester en observation pendant les
mouvements du duc de Vendôme. Le 15 août, tout le monde fut appelé sur le champ de bataille de Luzzara, et le régiment partagea la gloire que s'acquit Piémont ce jour-là. À la quatrième charge que fournirent ces régiments, le marquis de Grancey reçut un coup de mousquet qui lui brisa la main. Éloigné un moment de la mêlée pour faire panser sa blessure, il apprend que son régiment est près de céder au feu terrible des Autrichiens ; il vole
retrouver ses soldats, les ranime, et reste enfin maître avec eux du terrain. Le régiment de Grancey contribue encore cette année à la prise de Luzzara et de Borgoforte.
En 1703, il suit le duc de Vendôme dans sa marche vers le Tyrol. Un bataillon est laissé à Desenzano sur le lac de Garde; l'autre concourt à la prise des retranchements des Impériaux dans les vallées de Leder et de Nota, et à la soumission de Riva del Garda, Nago, Arco et Torbole. Après cette expédition, le régiment descend dans le Montferrat et y passe l'hiver.
En 1704, il sert sous le comte Albergotti, au siège de Verceil et à celui d'Ivrée. Il commence encore cette année le siège de Verue, où il rend de brillants services.
Le 19 janvier 1705, l'ennemi avait occupé en force le village de Santo-Moro, aux environs de Verue. Le
comte d'Estaing détache aussitôt une compagnie de grenadiers du régiment de Grancey et trois autres compagnies de grenadiers tirées des régiments de La Marine, Royal et de Bresse. Après avoir évité la plaine, franchit des passages réputés impraticables, le détachement de grenadiers descend dans le village deux heures avant le jour, trouve l'ennemi sous les armes, le culbute, tue ce qui résiste, met le reste en fuite et prend un lieutenant, un sergent et quinze soldats. Le 1er mars, le régiment de Grancey partage avec le régiment d'Auvergne et de Bourgogne une attaque contre le fort de l'Isle, dont la prise amène peu après la capitulation de Verue. Le 31 mai, le régiment se trouve à l'affaire de Moscolino. Le 16 août, à la bataille de Cassano, il occupait le centre de l'infanterie. Ce fut un des points où le prince Eugène dirigea ses attaques. Les Impériaux font d'abord plier les troupes françaises, mais le régiment de Grancey se réunit au régiment irlandais de Bourke et retourne à la charge, guidé par le duc de Vendôme lui même, qui venait d'avoir son cheval tué, et qui s'était jeté au milieu des grenadiers en leur disant : « Je viens combattre avec vous. » Cette charge fut terrible ; les grenadiers, animés au plus haut degré par la présence du général, taillèrent en pièces tout ce qui se rencontra devant eux. Cependant une partie de l'armée ennemie était parvenue à passer le Naviglio. Le régiment, échauffé par son premier succès, court à ces nouveaux adversaires, les culbute dans la rivière, en tue un grand nombre, va planter ses drapeaux sur l'autre rive, et s'y maintient jusqu'à ce qu'on lui ait envoyé l'ordre de revenir. Le 16 octobre, le régiment de Grancey le dispute d'audace à La Marine à l'attaque de droite des retranchements de Gumbetto, qui furent enlevés après deux heures d'un combat acharné. À la fin de cette laborieuse campagne, le régiment prit ses quartiers d'hiver dans le Crémonais, le 1er bataillon à Volange et le 2e à Ustiano.
Le 19 avril 1706, le régiment de Grancey est à la bataille de Calcinato. Placé à l'extrême gauche, il prit d'abord peu de part à l'action ; mais, quand l'aile droite française eut enfoncé la gauche des Alliés, il reçut l'ordre de passer rapidement la Chiesa au pont de Calcinato, et de couper la retraite aux fuyards. Il exécuta ce mouvement avec justesse et vigueur, s'empara en un clin d’œil de toutes les cassines qui couvraient le débouché du pont, et contribua ainsi à rendre complète la défaite des Impériaux. Au mois de septembre, il participa encore au succès de la journée de Castiglione, où le comte de Grancey, son ancien colonel, battit le landgrave de Hesse. Mais, deux jours auparavant, les lignes françaises, devant Turin, avaient été forcées par le prince Eugène, et notre principale armée, sur cette frontière, avait été mise en déroute. L'Italie était perdue, et le régiment dut repasser les Alpes et demeura d'abord en Savoie.

### Régiment de La Chenelaye (1707-1730)

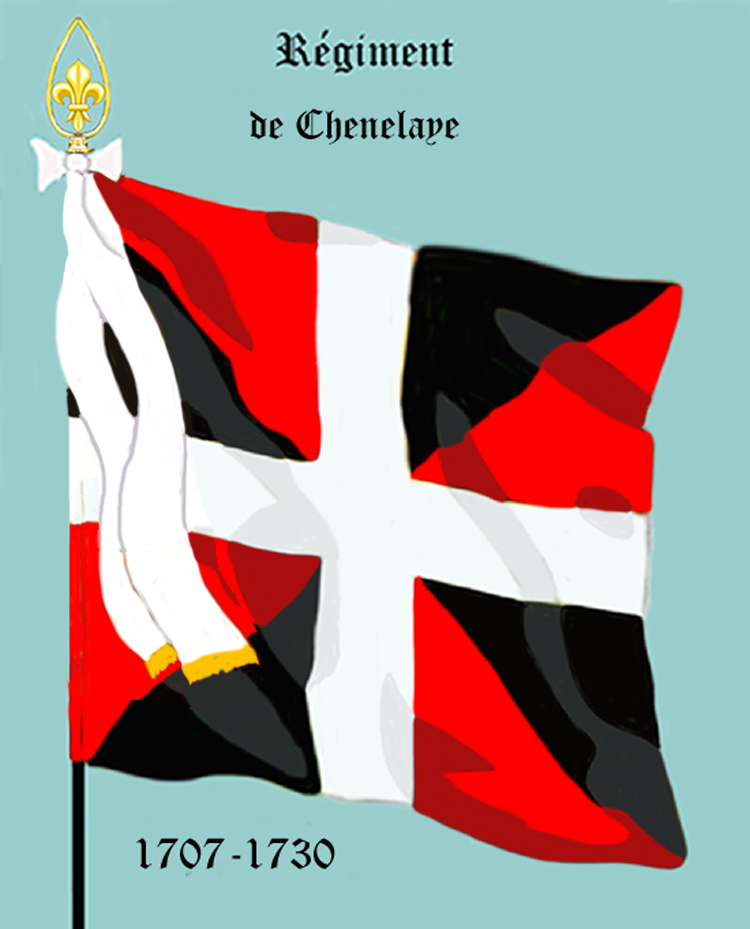
Régiment de Chenelaye de 1707 à 1730
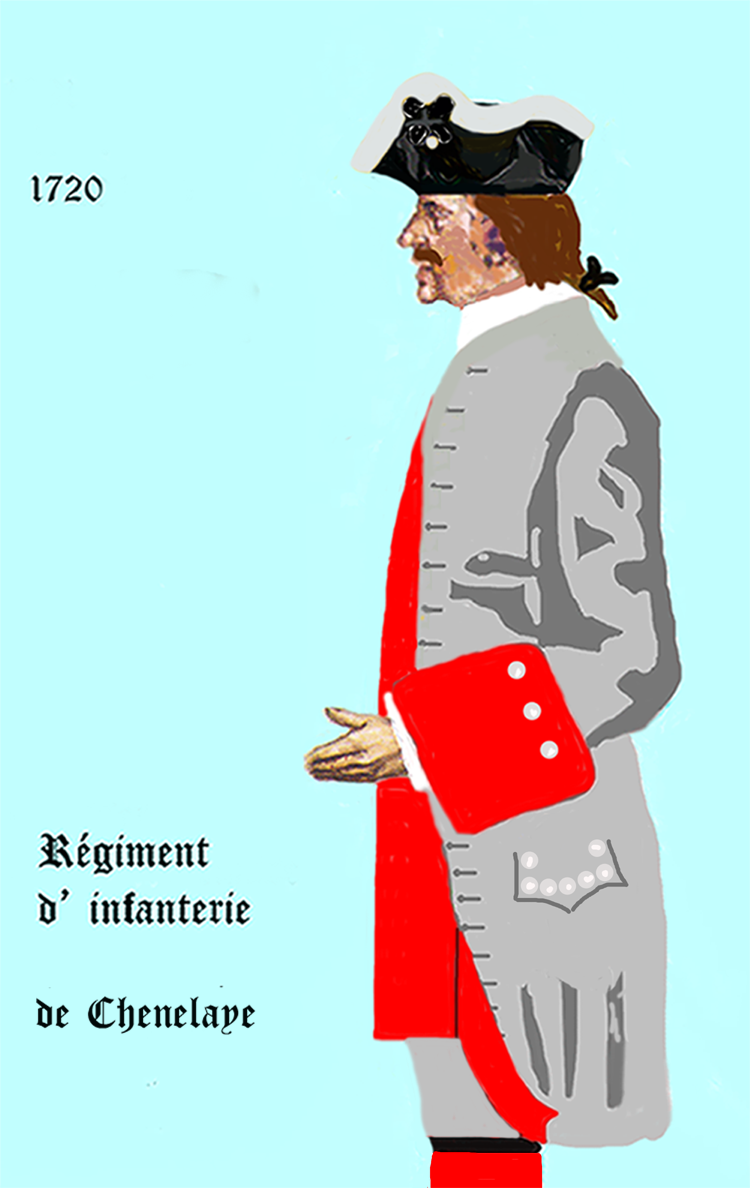
de 1720 à 1730

#### Guerre de Succession d'Espagne
En 1707, sous le nom de « régiment de La Chenelaye » il vola à la défense de Toulon. Après la retraite des Autrichiens, il revint en Savoie, dont il défendit les passages jusqu'en 1712.
Appelé, en 1713, à l'armée du Rhin, il fit le siège de Landau, et resta en garnison dans cette place après sa capitulation.
·

#### Période de paix
Le régiment fit, en 1727, partie du camp assemblé à Aimeries-sur-Sambre.

### Régiment de Souvré (1730-1743)

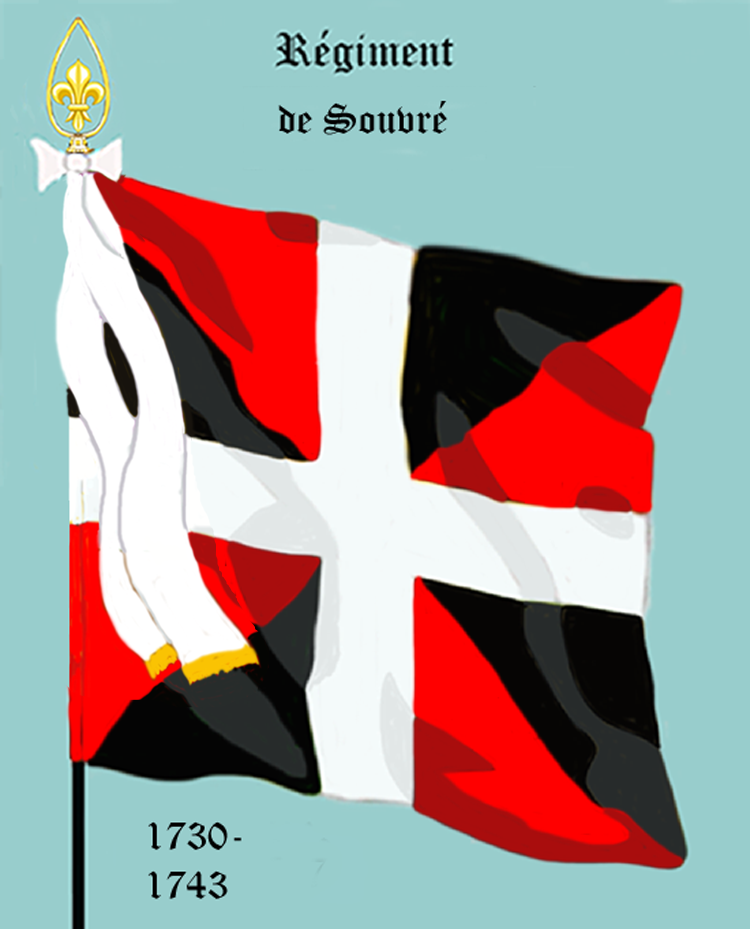
Régiment de Souvré de 1730 à 1743
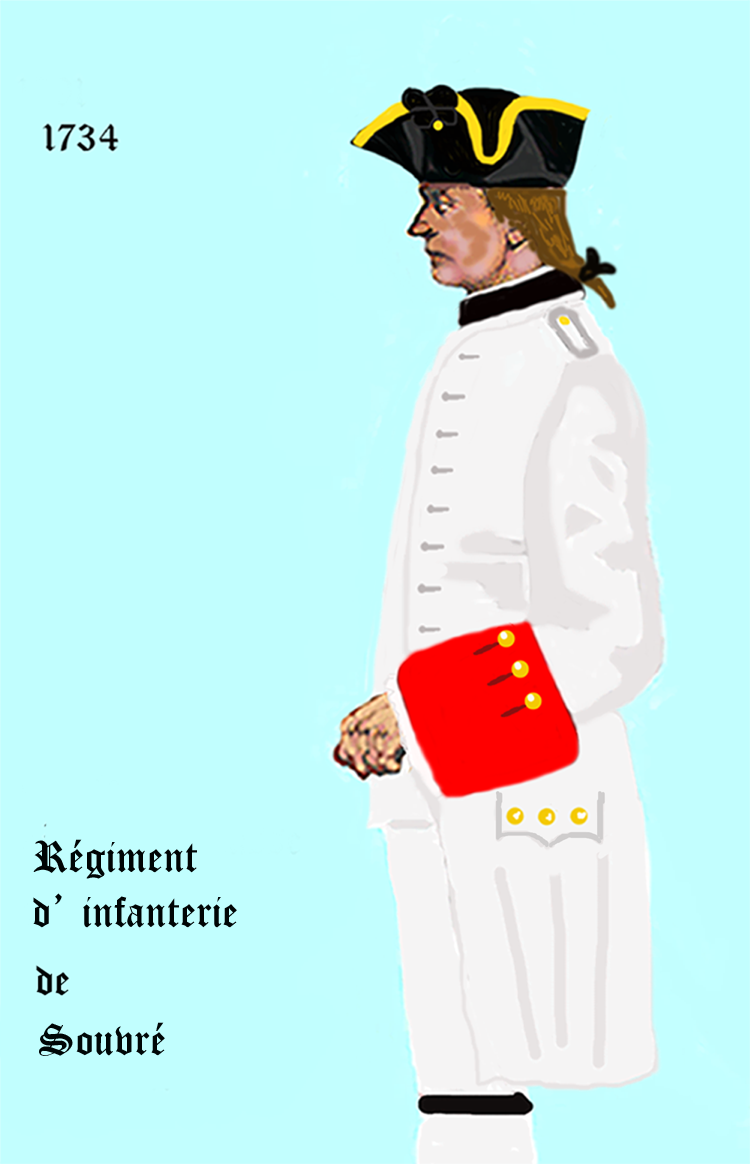
de 1730 à 1740

#### Période de paix
Il prit, en 1730, le nom de « régiment de Souvré », et, en 1732, il était au camp de la Moselle.

#### Guerre de Succession de Pologne
À la fin de l'année suivante, durant la guerre de Succession de Pologne il passa encore une fois les Alpes. Il servit en 1733 aux sièges de Gera d'Adda,, de Pizzighetone et du château de Milan.
Il commença la campagne de 1734 par les sièges de Novarre, du fort d'Arrona et de Tortone et il assista le 29 juin à la bataille de Parme, et il contribua puissamment, le 17 septembre, à la victoire de Guastalla. Dans l'ordre de cette journée, il était placé à l'aile droite ; mais, tous les efforts de l'ennemi s'étant portés sur notre gauche, le maréchal de Coigny y appela le régiment de Souvré, qui fut jeté dans un angle entre la cavalerie et la chaussée. Il contint énergiquement l'infanterie impériale qui voulait déboucher par cette chaussée, et, après que la cavalerie autrichienne eût été contrainte à se replier, il chargea l'infanterie avec le régiment du Roi et la rejeta complétement dans les bois. Le colonel de Souvré fut blessé dans cette charge d'un coup de sabre sur la tête et de deux coups de fusil. Le régiment de Souvré passa l'hiver dans le Parmesan, faisant partie du corps d'observation du maréchal de Broglie.
Il concourut, en 1735, à la prise du château de Gonzague, de Reggiolo et de Revere, et rentra en France au mois de septembre 1736.

#### Guerre de Succession d'Autriche
Désigné en 1741, dans le cadre de la guerre de Succession d'Autriche, pour faire partie de l'armée de Bavière, le régiment de Souvré partit le 22 septembre du Fort-Louis du Rhin, et se rendit d'abord à Lauingen. Il fut presque aussitôt envoyé à Braunau et Handenberg pour fermer les passages du Tyrol à des troupes autrichiennes venant d'Italie. Il resta peu de temps dans cette position, car le 9 octobre il reçut l'ordre d'aller se jeter dans Lintz, où il fut investi le 1er janvier 1742. Après une magnifique défense dans cette ville ouverte, la garnison de Lintz fut obligée de capituler en s'engageant à ne pas servir d'un an. Le régiment de Souvré reprit donc le chemin de la France et arriva au mois de mars en Alsace, où il fut établi dans les villages de Gleisweiler, près de Landau.

### Régiment de Lauragais (1743-1745)

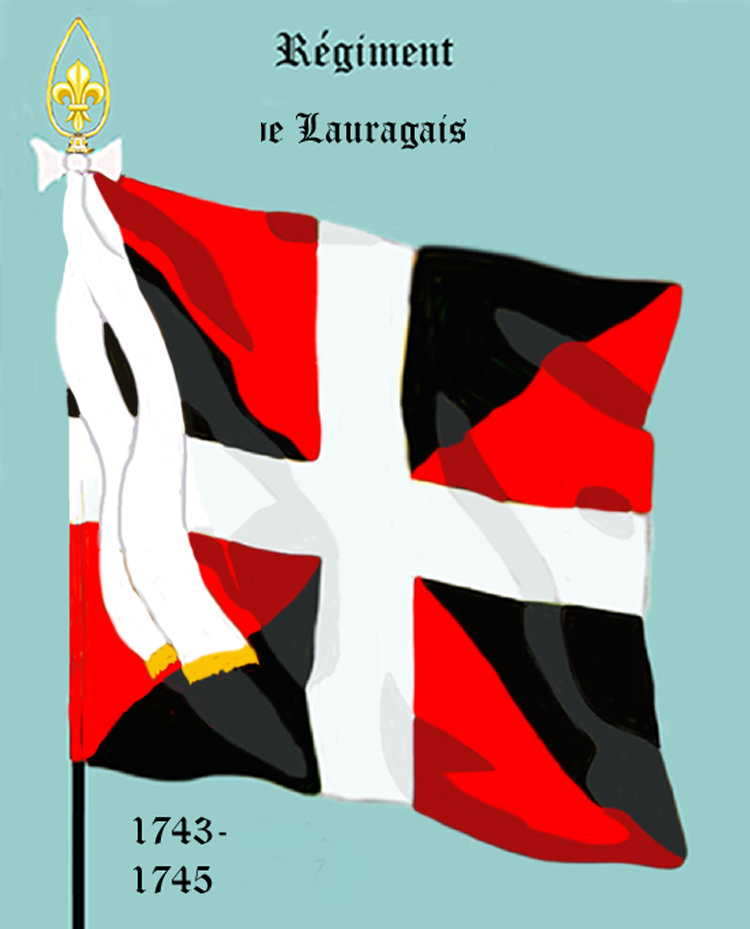
Régiment de Lauragais de 1743 à 1745
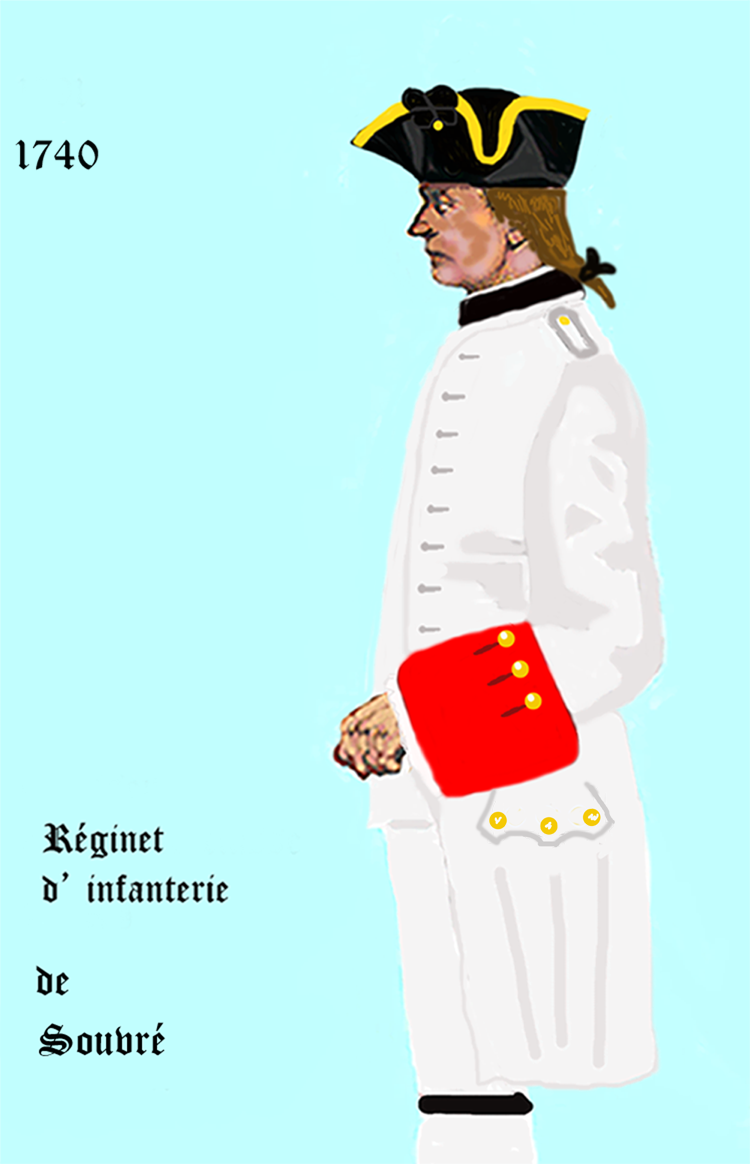
Uniforme de 1740 à 1762

#### Guerre de Succession d'Autriche
Devenu « régiment de Lauragais », il joignit l'armée du maréchal de Noailles au camp de Nordheim, le 5 juin 1743, et combattit le 27 à la malheureuse journée de Dettingen. Il acheva la campagne dans la basse Alsace, cantonné entre Lauterbourg et le Fort-Louis.
Le régiment continua de servir, en 1744, à la défense des bords du Rhin  et il se trouva à la reprise de Wissembourg et des lignes de la Lauter, à l'affaire d'Augenheim et au siège de Fribourg.
En 1745, l'armée d'Alsace, commandée par le prince de Conti, demeura sur la défensive.

### Régiment de Ségur (1745-1749)

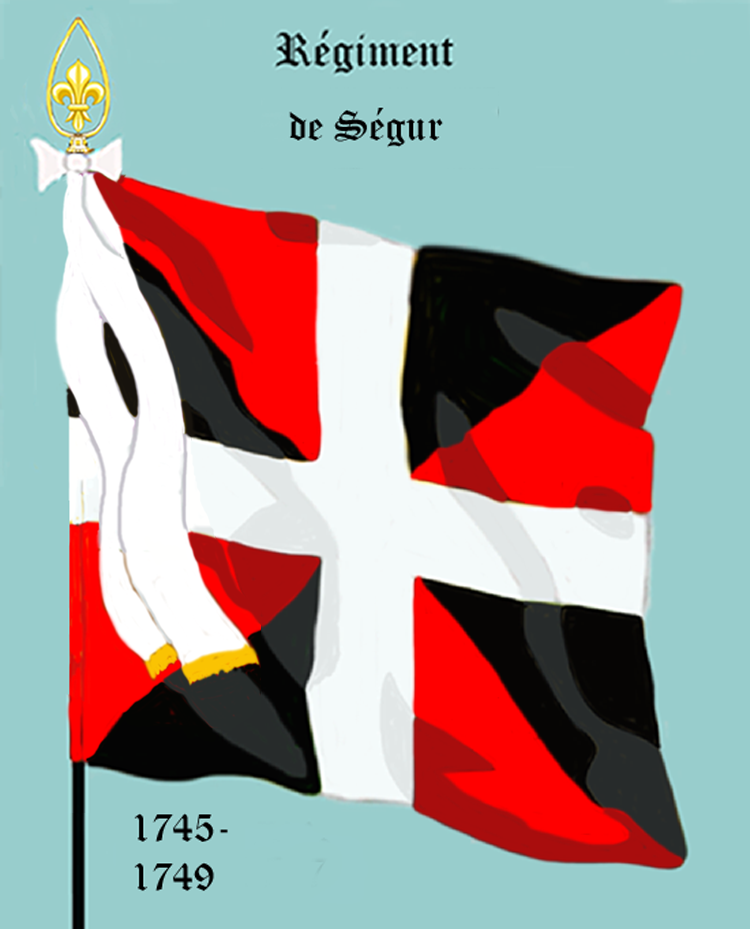
Régiment de Ségur de 1745 à 1749

#### Guerre de Succession d'Autriche
En 1746, le régiment, devenu « régiment de Ségur », se rendit sur la Meuse, et couvrit les opérations du siège de Mons, prit ensuite part aux travaux des sièges de Charleroi et de Namur, monta à l'assaut du fort Coquelet de Namur, et combattit le 10 octobre à Rocoux. Pendant que les régiments de Picardie et de Monaco forçaient les troupes retranchées dans les vergers d'Ance, la brigade de Ségur, soutenue par celle de Bourbon, attaquait le village lui-même. Ce moment fut très vif et très meurtrier. Le régiment deSégur s'empara des premières haies et ouvrit un feu de flanc sur les troupes qui bordaient le chemin creux. Celles-ci ne purent résister et se débandèrent dans la plaine, abandonnant au régiment six pièces de canon. Le comte de Ségur reçut dans cette bataille une balle qui, entrant par la poitrine, sortit par le dos.
L'année suivante, le corps ne se comporta pas avec moins de bravoure à Lauffeld. Il y combattit à
côté du régiment de Monaco, et fournit cinq charges successives contre le village de Lauffeld. Le jeune et intrépide comte de Ségur y eut un bras emporté par un boulet. Il avait été longtemps sur le point de mourir du coup de feu qu'il avait reçu à
Rocoux, et il était à peine guéri lorsque cette nouvelle blessure le mit encore une fois en danger de mort. Louis XV, en complimentant son père, trouva un de ces mots heureux qui étaient familiers à ce prince spirituel : « Votre fils, lui dit-il, méritait, comme Achille, d'être invulnérable »
En 1748, le régiment de Ségur ne fut pas employé activement.

### Régiment de Briqueville (1749-1762)

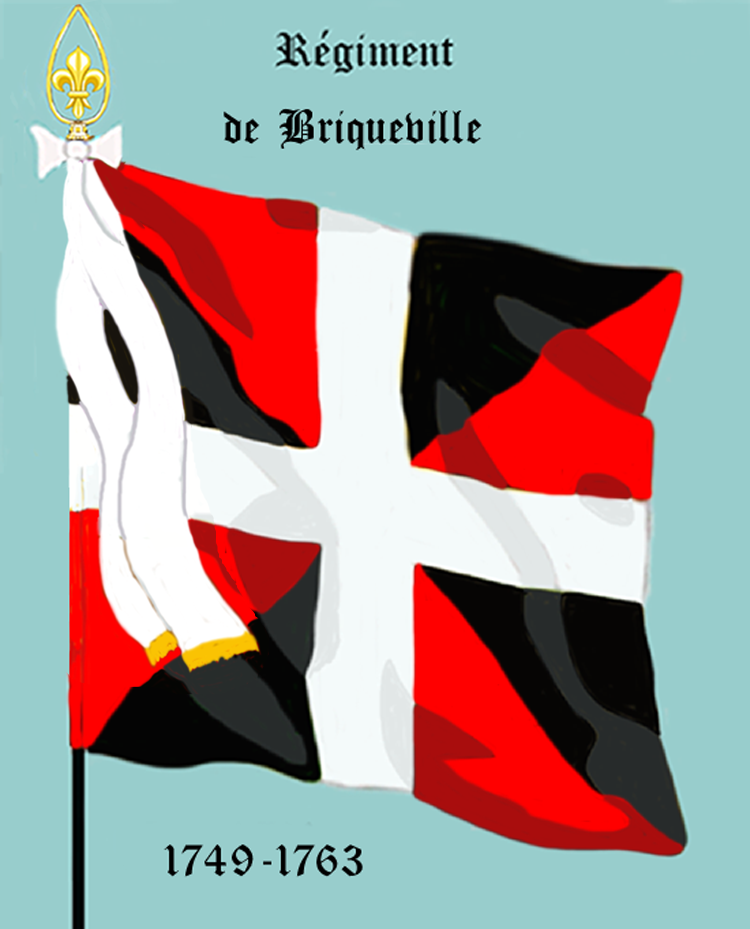
Régiment de Briqueville de 1749 à 1762

#### Période de paix
En 1749, il prit le nom de « régiment de Briqueville », et fut réduit à deux bataillons, le 3e levé en 1745 et le 4e formé en 1747 ayant été licenciés.

#### Guerre de Sept Ans
Dans le cadre de la guerre de Sept Ans, le régiment de Briqueville s'embarqua à Toulon, le 9 avril 1756, avec le duc de Richelieu pour l'expédition de Minorque. Il se distingua extrêmement à l'assaut général du 27 juin. Il était chef de tranchée de l'attaque de gauche dirigée sur les forts de Strugen et d'Argyle, et sur les redoutes de la Reine et de Kent.
Le régiment quitta l'île de Minorque aussitôt après sa soumission, et il demeura pendant les campagnes suivantes à Toulon.
En 1760, il fut le premier corps qui partit des garnisons de France pour aller renforcer l'armée d'Allemagne. Il passa le
4 octobre à Liège, se rendant à marches forcées à Cologne. Le 16 du même mois, il fut un des cinq régiments qui soutinrent le terrible choc de Clostercamp.
Le 3 juillet 1761, le régiment de Briqueville se fit encore remarquer au combat de Werl ou de Schaffhausen. Ses
compagnies d'élite contribuèrent à chasser l'ennemi du village et du moulin de Schaffhausen, dans lesquels il commençait à se retrancher. Les
15 et 16 juillet, le régiment suivit les mouvements des Gardes Françaises aux combats de Villinghausen, et, le 30 août, il se couvrit de gloire au combat de Münster ou de Roxel. Le général Kilmansegg (de) était sorti de Münster et s'avançait sur deux colonnes
vers les villages de Bozensell et d'Albachten, occupés par des troupes légères et par des dragons qui allaient être écrasés, lorsque les brigades de Briqueville, de La Couronne et de Bouillon arrivèrent, précédées de leurs grenadiers et chasseurs réunis en bataillons. L'ennemi fut mis en désordre en un instant. Il se réfugia dans le village de Roxel et s'y retrancha, mais il en fut encore débusqué avec une perte de 400 hommes et poussé sous le canon de Münster.
En 1762, le régiment se trouva au combat de Friedberg. Il rentra peu après en France.

### Régiment de Soissonnais (1762-1791)

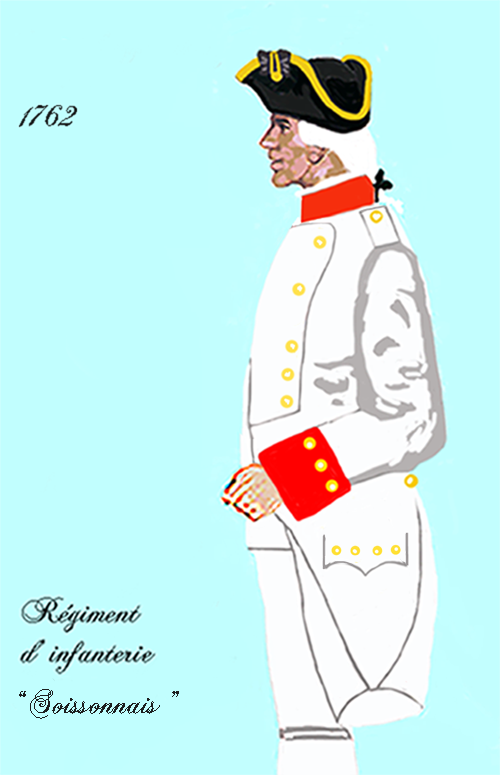
de 1762 à 1776
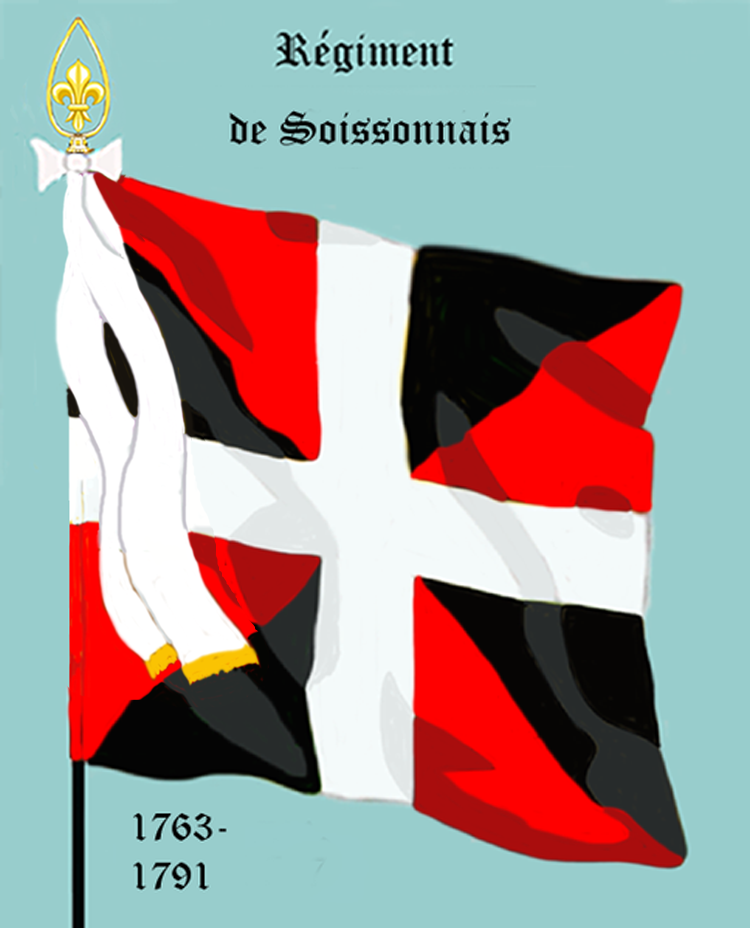
Régiment de Soissonnais de 1762 à 1791
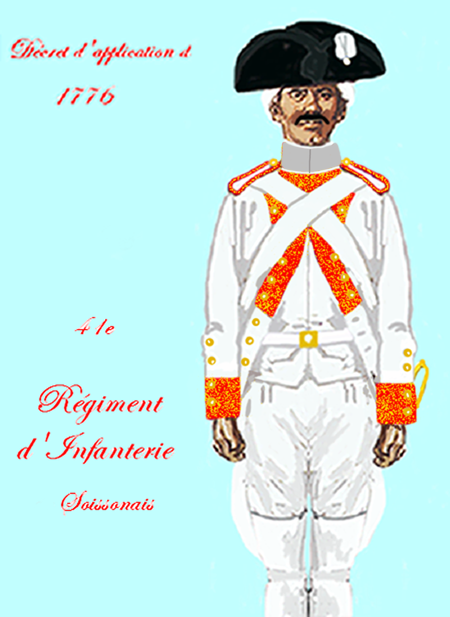
Régiment de Soissonnais de 1776 à 1779
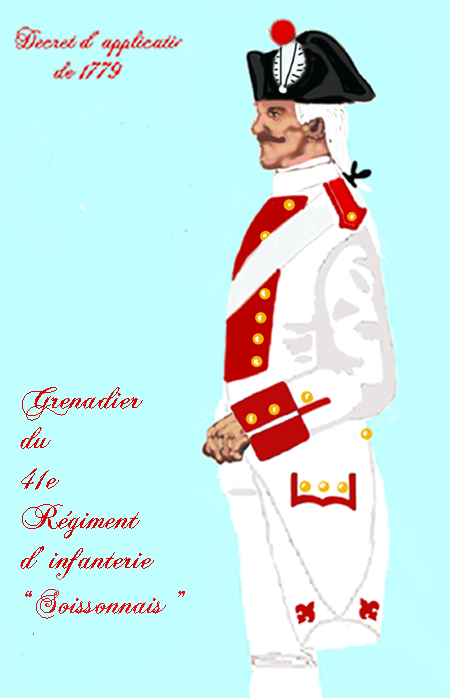
Grenadier du régiment de Soissonnais de 1779 à 1791

#### Période de paix
Par suite de l'ordonnance du 10 décembre 1762, il cessa d'être régiment de gentilshommes, et prit le titre de « régiment de Soissonnais » que laissait vacant un corps supprimé cette même année.
L'ordonnance arrête également l'habillement et l'équipement du régiment comme suit:
Habit, revers, culotte et veste blancs, paremens et collet rouges, pattes ordinaires garnies de trois boutons, autant sur la manche, quatre au revers et quatre en dessous : boutons jaunes et plats, avec le no 23. Chapeau bordé d'or.
Il était alors en garnison à Bergues et Gravelines, d'où il passa à Dunkerque en mai 1763, à Briançon en juin 1764, à Perpignan en août 1765, à Collioure et Montlouis en juin 1766, et en Corse en juin 1768.

Il prit part cette année et la suivante à toutes les opérations qui amenèrent la soumission complète de cette île, et se distingua particulièrement à l'attaque des villages de Borgo et de Loretta.
Rentré en France au milieu de 1770, il fut envoyé à Bayonne, où il arriva au mois d'octobre, et depuis il est allé à
Brest en juin 1773, à Arras en octobre 1775, à Lille en avril 1776, à Valenciennes en septembre 1776, à Bouchain en octobre 1777, à Dunkerque en avril 1778. À partir de ce moment, il fut employé sur les côtes de Normandie, à Valognes, au Havre, à
Honfleur et Pont-Audemer jusqu'au printemps de 1780. Au mois de mars de cette année, le 1er bataillon de Soissonnais fut envoyé à Châteaudun, et le 2e bataillonse dirigea sur Brest, où il s'embarqua le 6 avril avec Jean Baptiste de Félix du Muy et le marquis de Rochambeau pour aller porter secours aux États-Unis d'Amérique.

#### Guerre d'indépendance des États-Unis
Débarqué au mois d'août 1780 près de New-York avec le régiment de Bourbonnais, il fut comme lui d'abord employé à la garde des forts du Rhode-Island, et fit partie de l'armée commandée par Washington, qui, en juin 1781, vint investir York-Town, où s'était retranchée l'armée de lord Cornwallis.
Le 21 juillet, les compagnies d'élite de Soissonnais prirent part à l'expédition du chevalier de Chastellux sur Kings-Bridge. Le 15 août, après que l'armée eut contraint les Anglais à replier tous leurs postes, le bataillon de Soissonnais vint à Philadelphie rendre les honneurs au Congrès. Enfin, le 28 septembre, il revint devant York-Town, et il y ouvrit la tranchée à gauche avec Bourbonnais, dans la nuit du 6 au 7 octobre. Cornwallis se rendit le 19, et le bataillon prit alors ses quartiers d'hiver à Hampton. Il y demeura jusqu'au mois de mars 1783, époque à laquelle il s'embarqua pour revenir en France.
106 officiers, sous-officiers et soldats de ce régiment sont morts aux États-Unis durant guerre d'indépendance des États-Unis.
Le 6 septembre 1783 les deux bataillons du régiment se trouvèrent réunis à Montpellier, et ils ne bougèrent pas du Languedoc jusqu'à la révolution.

#### Révolution française
En avril 1789, le régiment de Soissonnais fut envoyé à Aix puis il fut de là à Montelimar au mois de septembre, et le 24 décembre 1790 le 2e bataillon occupa Avignon, qui voulait se réunir à la France, et où d'horribles désordres allaient avoir lieu.
Dans ces circonstances critiques, divers partis se formèrent dans le Comtat-Venaissin. Dès l'arrivée du bataillon dans la ville, on chercha à pervertir les soldats, et, en faisant courir le bruit ridicule que le lieutenant-colonel d'Éspeyron, qui commandait le bataillon, voulait conserver Avignon au pape, on parvint à entraîner 89 hommes du régiment de Soissonnais qui formèrent le premier noyau de cette armée du fameux Jourdan Coupe-Tête, qui pendant dix-huit mois ensanglanta la province et commit les crimes les plus atroces. Le reste du bataillon demeura fidèle à son drapeau, et fut quelque temps tenu comme prisonnier à Avignon.

### 40erégiment d'infanterie de ligne ci-devant Soissonnais (1791-1796)

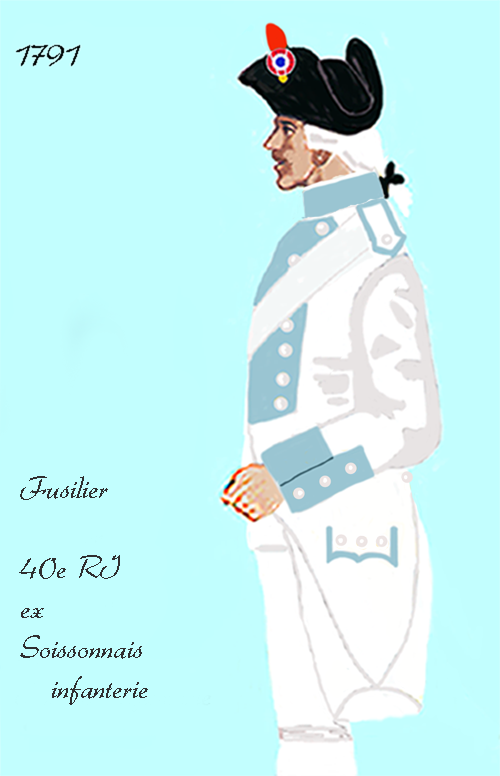
40e régiment d'infanterie de ligne de 1791 à 1792
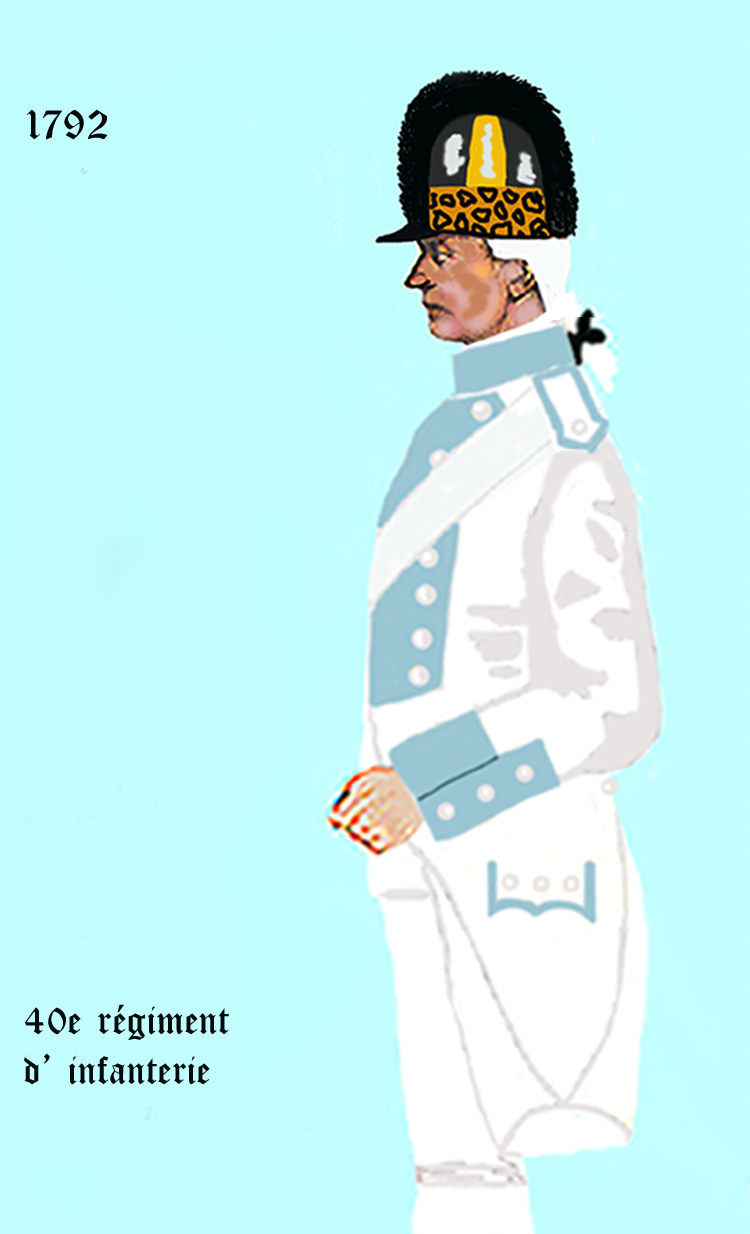
40e régiment d’infanterie de ligne de 1792 à 1794

#### Révolution française
L'ordonnance du 1er janvier 1791 fait disparaître les diverses dénominations, et les corps d'infanterie ne sont désormais plus désignés que par le numéro du rang qu'ils occupaient entre eux. Ainsi, 101 régiments sont renommés et le régiment de Soissonnais devient le 40e régiment d'infanterie de ligne. Les régiments sont toutefois largement désignés avec le terme ci-devant, comme 40e régiment d'infanterie ci-devant Soissonnais.
En mars 1791, il fut libre de se retirer à Nîmes, et il y fut rejoint, le 20 avril, par le 1er bataillon qui était depuis peu à Saint-Ambroix. Au mois de juin, le régiment fit partie de la petite armée chargée de rétablir l'ordre dans ce malheureux pays, et qui força Jourdan à lever le siège de Carpentras. Le régiment de Soissonnais fut mis en garnison à Avignon et y resta jusqu'à la fin
de l'année.
Au commencement de 1792, il se rendit à Grenoble, où il fut abandonné, au mois de février, par tous ses officiers, à l'exception de cinq. Malgré cette inexcusable trahison de leurs chefs, les soldats se maintinrent dans une exacte discipline. Le régiment de Soissonnais passa une partie de l'année sur cette frontière, soit à Montdauphin, soit à l'armée du Midi commandée par Montesquiou, et quand les hostilités commencèrent sur le Rhin, il se mit en marche pour rallier l'armée du maréchal Luckner. Cette destination fut changée en route.
1er bataillon
Le 1er bataillon s'arrêta à Belfort. Ce bataillon a fait les campagnes de 1793, 1794 et 1795 aux armées du Rhin et de la Moselle. 
Le 27 pluviôse an IV (16 février 1796), le 1er bataillon est amalgamé, dans la 79e demi-brigade de première formation, formée avec le 3e bataillon de volontaires de Saône-et-Loire et le 3e bataillon de volontaires du Gard.
2e bataillon
Le 2e bataillon fut dirigé sur Longwy et servit entre la Meuse et le Rhin. Il se fit remarquer, en décembre
1793, aux affaires qui amenèrent la reprise des lignes de la Lauter, et fut versé, le 13 floréal an II (2 mai 1794), dans la 80e demi-brigade de première formation, avec le 1er bataillon de volontaires de la Haute-Saône et le 3e bataillon de volontaires du Haut-Rhin.
Ainsi disparaît pour toujours le 40e régiment d'infanterie ci-devant Soissonnais, partageant le sort de tous ces vieux régiments qui depuis deux siècles avaient défendu la patrie contre toutes les coalitions.